# Edwin (fils d'Édouard l'Ancien)
Pour les articles homonymes, voir Edwin.
Edwin est un prince de la maison de Wessex mort en 933.

## Biographie
Edwin est le fils du roi des Anglo-Saxons Édouard l'Ancien et de sa deuxième femme Ælfflæd. Il est le second fils issu de ce mariage, après Ælfweard. À la mort d'Édouard, en juillet 924, la succession est contestée entre son fils aîné Æthelstan et son demi-frère Ælfweard. Les sources sont imprécises et contradictoires : il est possible qu'Æthelstan ait été le roi choisi par les Merciens et Ælfweard, celui choisi par les Saxons de l'Ouest, à moins qu'un partage du royaume ait été prévu. Quoi qu'il en soit, Ælfweard meurt quelques semaines après Édouard et Æthelstan devient seul roi des Anglais. Edwin ne semble pas avoir joué de rôle dans cette crise, mais il est possible que la rébellion manquée d'un certain Alfred en 925 ait eu pour but de le mettre sur le trône.
Edwin apparaît comme témoin d'une charte émise durant la première décennie du règne d'Æthelstan, entre 924 et 933. Il y est appelé « clito », un terme latin qui pourrait impliquer qu'il était considéré à ce moment-là comme l'héritier du trône.
La Chronique anglo-saxonne rapporte en des termes laconiques la mort en mer d'Edwin en 933. D'après les Annales de Saint-Bertin, Edwin aurait été contraint de quitter l'Angleterre après l'échec de sa révolte contre Æthelstan. Guillaume de Malmesbury mentionne également un complot contre Æthelstan. Ce dernier envoie Edwin en exil dans un mauvais bateau, sans rameurs et sans nourriture, qui sombre lors d'une tempête. Pris de remords, le roi aurait ensuite fondé l'abbaye de Milton Abbas, dans le Dorset, en guise d'expiation.